# Катрин
Катрин е музикалният псевдоним на Екатерина Младенова, българска певица и музикантка, родена в Благоевград на 13 април 1977 г. Дебютният видеоклип и песен на Катрин „Друг живот“ жъне успехи и се превръща в един от най-известните ѝ хитове. Интересно е да се отбележи, че пише сама текстовете и музиката си, прави аранжименти и за орган. Издава я Старс Рекърдс. Катрин участва и в съвместен проект с Про-Екс, който се казва „Не зная“.

## Дискография
„Другата в мен“ (2003)
1. Студена като лед
2. Искаш ли?
3. Друг живот
4. Моя любов
5. В твойте мисли
6. Знам, че си в рая
7. Другата в мен
8. Обичаш
9. Невъзможен ден